# Moshaweng (Botswana)
Pour les articles homonymes, voir Moshaweng.
Moshaweng est une ville du Botswana.